# Pourette
Pourette est le nom générique de différents cultivars naturels de châtaignier européen originaires d'Ardèche qui bien que portant le même nom ne sont pas apparentés :
- Pourette de Thueyts : Petite châtaigne (10-12 g) mûre à mi-saison. Pointue, presque comme une aguyane mais pas aussi plate sur sa face avec un hile petit de 20 à 22 millimètres à peine sur 12 à 13 millimètres. Leur teinte rejoint celle des fruits sombres, marron presque brun alors que les stries ne se voient guère à part dans les jours immédiats qui suivent sa maturité physiologique. Un aspect un peu duveteux autour du hile et de la torche peut également sur la plupart des fruits se remarquer. L'amande fine et sucrée présente un taux de cloisonnement élevé. En rôtisserie sa qualité fait oublier son calibre à peine moyen. Elle se décortique tout à fait facilement même après une période de conservation assez longue. L'arbre, le « pouret de Thueyts » est élevé et vigoureux.

- Grosse pourette : originaire du canton des Vans, c'est une châtaigne d'aspect agréable à hile régulier un peu plus gros que la normale, précoce à demi-précoce. Une bonne partie de sa production rejoint sa concurrente et voisine précoce des Vans sur le marché de la châtaigne primeur. Calibre assez petit (10-12 grammes l'unité), cette grosse pourette s'altère vite comme la plupart des variétés hâtives d'autant plus que son péricarpe luisant mais fin l'expose aussi aux attaques des différents vers du fruit pratiquement chaque année. Autrefois au séchage n'avait qu'un comportement assez moyen avec une amande jaune donc jamais blanche et légèrement caverneuse, à pisage difficile malgré un tan peu pénétrant. L'arbre se montre fragile à l'endothia mais aussi au vent.

- Petite pourette : originaire de l'arrière-pays cévenol (canton de Valgorge). C'est la variété idéale pour la châtaigne sèche (farine de châtaigne). L'industrie a absorbé des quantités très importantes de cette châtaigne, petite mais de décorticage facile et d'amande à chair fine et sucrée. Caractéristique avec ses rameaux terminaux rougeâtres dressés vers le ciel, l'arbre donne des fruits ronds, petits à minuscules mais en grand nombre en milieu de saison. Il affectionne les terrains profonds, riches et surtout frais où ces arbres peuvent atteindre des dimensions et des niveaux de production extraordinaires ! Au Chastanet de Valgorge, une douzaine de ces arbres dépassent les 5 mètres de circonférence, celui le plus proche de l'église atteint ses 7 mètres, encore bel arbre, mais les autres exemples abondent, à Laboule aussi existent en cette variété de très gros arbres.

## Origine du nom
Le mot « pourette » ou « pourrette » est synonyme de bouchas, bouche c'est-à-dire plant sauvage. Une pourette en arboriculture désigne un plant non greffé, le « pouretaïre » le pépiniériste. D'autres sources indiquent que le nom de « pourette » pourrait signifier « poussière » en patois local, en raison de la petite taille des châtaignes.